# Syskonkärlek (bok)
Syskonkärlek är en svensk roman av Katarina von Bredow, utgiven 1991. Boken är översatt till tyska, danska, norska och holländska.

## Baksidestext
Nu är klockan snart halv fyra och jag kan inte sova. Kan du svara mig på en sak? Får man bli alldeles varm och matt i kroppen av att se sin egen brorsa? Får man det, ens om han är den snyggaste och finaste killen i hela universum? Jag kan inte hjälpa det! Och jag skäms så in i helvete.